# Who Knew
Who Knew – drugi singiel promujący czwarty album studyjny amerykańskiej wokalistki pop-rockowej Pink pt. I’m Not Dead, wydany w drugim kwartale 2006 roku. Został wydany ponownie w Stanach Zjednoczonych w roku 2007, po sukcesie singla wokalistki „U + Ur Hand”. Recording Industry Association of America przyznało utworowi certyfikat platynowej singla.

## Lista utworów
singel CD
1. „Who Knew”
2. „Disconnected”

maxi singel CD
1. „Who Knew”
2. „Who Knew (Sharp Boys’ Love Jonathan Harvey Remix)”
3. „Who Knew (The Bimbo Jones Radio Edit)”
4. wideoklip stanowiący zapis koncertu wokalistki

Ringle (singel i ringtone)
1. „Who Knew”
2. „Disconnected”
3. „Who Knew (The Bimbo Jones Radio Edit)”